# Arlette Laguiller
Arlette Yvonne Laguiller (ur. 18 marca 1940 w Paryżu) – francuska polityk, w latach 1973–2008 rzeczniczka trockistowskiej Walki Robotniczej, posłanka do Parlamentu Europejskiego V kadencji.

## Życiorys
Ukończyła w wieku 15 lat szkołę drugiego stopnia w Les Lilas. Od szesnastego roku życia Arlette Laugiller pracowała w banku Crédit Lyonnais. Odeszła na emeryturę w 2000. Na początku lat 60. zaangażowała się w działalność związków zawodowych, należała do Powszechnej Konfederacji Pracy, z której w 1965 została wykluczona za trockistowskie poglądy. Dołączyła wówczas do związku zawodowego Force Ouvrière.
Działalność partyjną podjęła w 1960, przystępując do Zjednoczonej Partii Socjalistycznej. W 1962 została członkinią trockistowskiej grupy pod nazwą Voix Ouvrière. W 1968 należała do założycieli ugrupowania Walka Robotnicza. W 1973 objęła funkcję jej rzecznika, którą pełniła nieprzerwanie do 2008, kiedy to zastąpiła ją Nathalie Arthaud.
W 1974 Arlette Laguiller była pierwszą kobietą wśród kandydatów na urząd prezydenta Francji. Uzyskała wówczas około 595 tys. głosów (2,3%). Odtąd regularnie reprezentowała Walkę Robotniczą podczas kolejnych kampaniach prezydenckich, uzyskując poparcie na poziomie 2,3% (1981), 2,0% (1988) i 5,3% (1995). Najlepszy wynik uzyskała w wyborach w 2002, gdy zdobyła 5,7% głosów. W 2005 zapowiedziała, że wybory w 2007 będą ostatnimi, w których ma zamiar uczestniczyć; zdobyła w nich prawie 488 tys. głosów (1,3%).
Od lat 70. kandydowała też w różnych wyborach parlamentarnych, samorządowych, europejskich. W latach 1995–2001 była radną miejscowości Les Lilas. W okresie 1998–2004 wchodziła w skład rady regionalnej Île-de-France. Przed wyborami europejskimi w 1999 współtworzyła koalicję LO z Rewolucyjną Ligą Komunistyczną. Wspólna lista wyborcza uzyskała pięć mandatów w Parlamencie Europejskim V kadencji, z których jeden przypadł Arlette Laguiller. Należała do grupy Zjednoczonej Lewicy Europejskiej i Nordyckiej Zielonej Lewicy, pracowała w Komisji Zatrudnienia i Spraw Socjalnych. W PE zasiadała do 2004.

## Publikacje
- Moi, une militante, 1974.
- Une travailleuse révolutionnaire dans la campagne présidentielle, 1974.
- Il faut changer le monde, 1988.
- C'est toute ma vie, 1996.
- Paroles de prolétaires, 1999.
- Mon communisme, 2002.